# 500e à 401e millénaires avant le présent
1500e à 1001e millénaires AP |
1000e à 701e millénaires AP |
700e à 501e millénaires AP |

500e à 401e millénaires avant le présent
|
400e à 301e millénaires AP |
300e à 201e millénaires AP |
200e à 101e millénaires AP

Cet article traite de l’histoire évolutive de la lignée humaine entre 500 000 et 400 000 ans avant le présent (AP). La domestication du feu se répand en fin de période sur tous les continents (sites de Zhoukoudian, Terra Amata, Vértesszőlős, Torre in Pietra, Lunel-Viel, Achenheim, et Menez Dregan). Les plus anciens témoignages de chasse organisée sont datés d'environ 400 000 ans.

## Évènements
- 450 000 ans avant le présent (AP) : époque estimée de la divergence entre lignée néandertalienne et lignée dénisovienne, par analyse génétique fondée sur la théorie de l'horloge moléculaire[2].

### Afrique
- 500 000 à 250 000 ans avant le présent (AP) : site acheuléen de Garba I à Melka Kunture, en Éthiopie : bifaces en obsidienne, hachereaux, traces de feu, présence d'ocre rouge[3].
- 400 000 ans AP : site acheuléen de l'Adrar Bous, au Niger[4].

### Asie
- 500 000 ans AP : dessin d’un zigzag soigneusement gravé sur un coquillage trouvé sur le site de Trinil, à Java (Indonésie). Il pourrait s’agir de la plus ancienne expression d’une manifestation symbolique (ou a minima décorative) connue[5].
- 412 000 ans AP : Hexian 1, fragments de calotte crânienne et de mandibule et cinq dents, attribués à Homo erectus, découverts en 1980 dans la grotte de Longtandong, Xian de He, en Chine[6].

### Moyen-Orient
- 450 000 ans AP : vestige humain fossile (un os pariétal) découvert à Nadaouiyeh Aïn Askar (site d'El Kowm) dans le désert syrien, daté d'environ 450 000 ans, associé à des bifaces acheuléens[7].
- 415 000 ans AP : début de l’occupation humaine de la grotte de Tabun, en Israël[8]. Cette grotte a été occupée par l'Homme durant tout le Paléolithique moyen et a livré de nombreux vestiges fossiles et lithiques.

### Europe

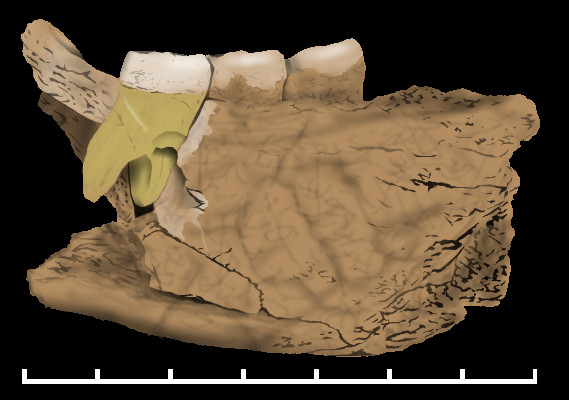
Mala Balanica, fossile BH-1
(460000 ans ± 60000 ans)

- 570 000 à 400 000 ans avant le présent (AP) : Homme de Tautavel, restes humains fossiles découverts depuis 1965 dans la Caune de l'Arago, à Tautavel, dans les Pyrénées-Orientales. Les principaux fossiles (Arago 21 et 47) sont datés de 450 000 ans[9].
- 500 000 ans AP : squelette de mammouth des steppes découvert en 1996 à Kikinda, en Serbie, baptisé Kika, une femelle âgée d'environ 64 ans, de 4,7 m au garrot pour 7 m de longueur, pesant 7 tonnes. Elle serait morte embourbée dans un marécage puis a été partiellement dévorée par des hyènes des cavernes, il y a 500 000 ans[10].
- 460 000 ans AP : un fragment de mandibule humaine mis au jour en 2008 dans la grotte de Mala Balanica, en Serbie, a été daté entre 397 et 525 000 ans, ce qui rend son propriétaire à peu près contemporain des gisements de la Sima de los Huesos, de l'Arago, et de Visogliano (it). Ce fossile est attribué à Homo heidelbergensis.

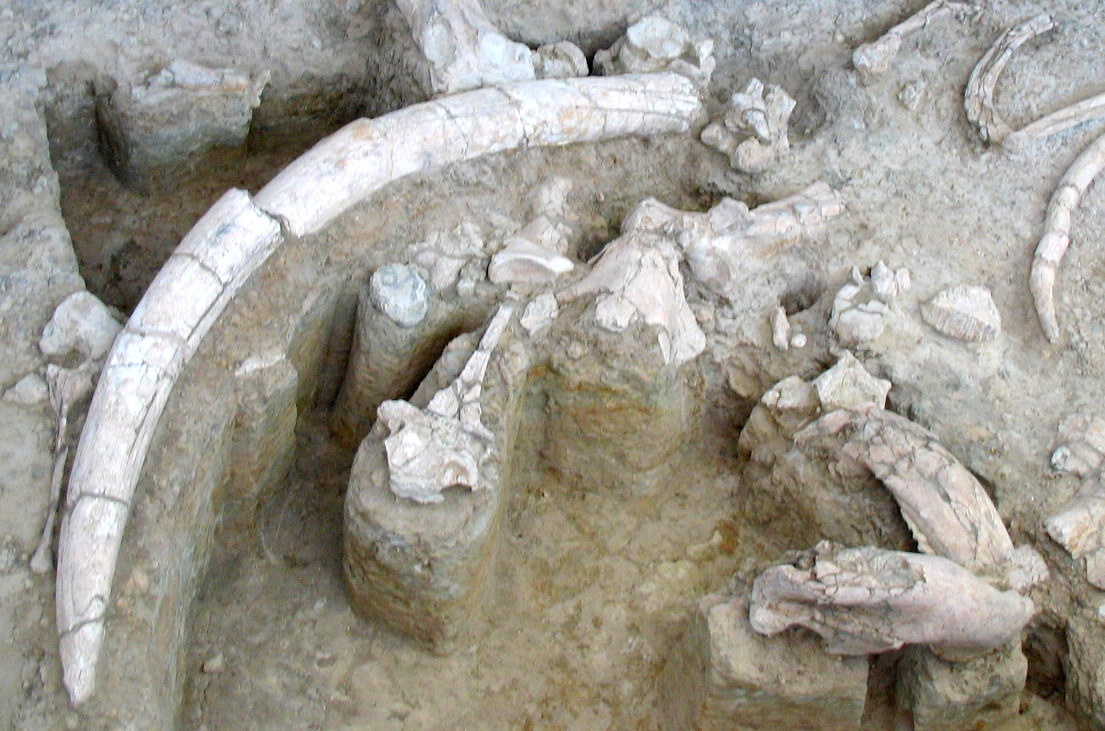
Fossiles d’éléphants antiques,
Torralba et Ambrona.

- 450 000 ans AP : outils lithiques oldowayens, des galets taillés de 26 à 28 mm, trouvés à Vértesszőlős, à soixante kilomètres à l’ouest de Budapest, en Hongrie.

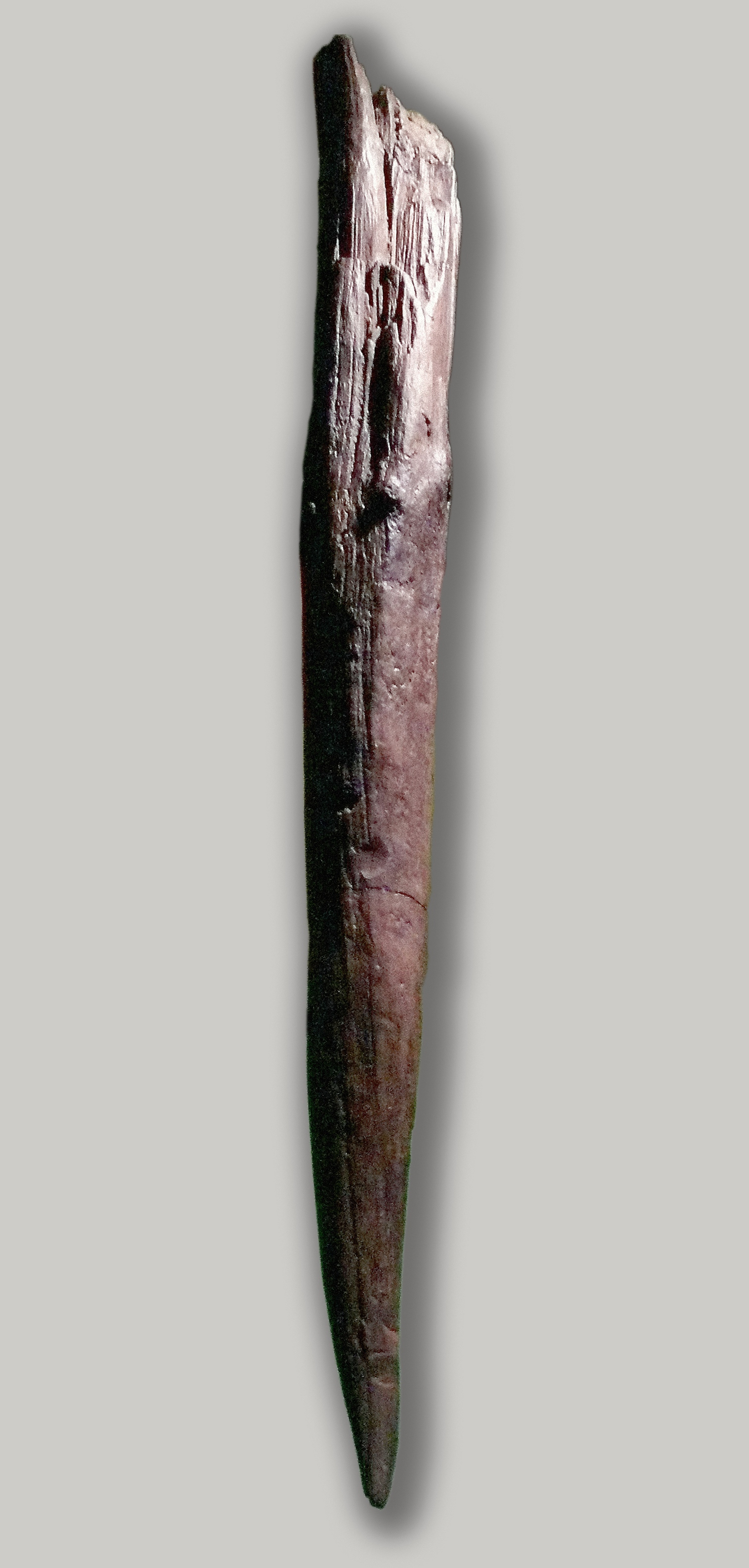
.

- Entre 450 000 et 420 000 ans AP : sites acheuléens de Torralba et Ambrona (es), dans la province de Soria (Espagne)[11]. Dans un cadre de marais, de bois de pins et de clairières herbacées, à plus 1 200 m d’altitude, ont été découverts des restes d’éléphants antiques, d’équidés, de cervidés, de bovidés et de rhinocéros. Le pourcentage élevé d’éléphants jeunes, plus vulnérables, et la présence de fragments de bois évoquant des épieux ont longtemps été considérés comme des indices de chasse organisée. Le marais aurait servi de fosse-piège. Cette hypothèse est aujourd'hui contestée.

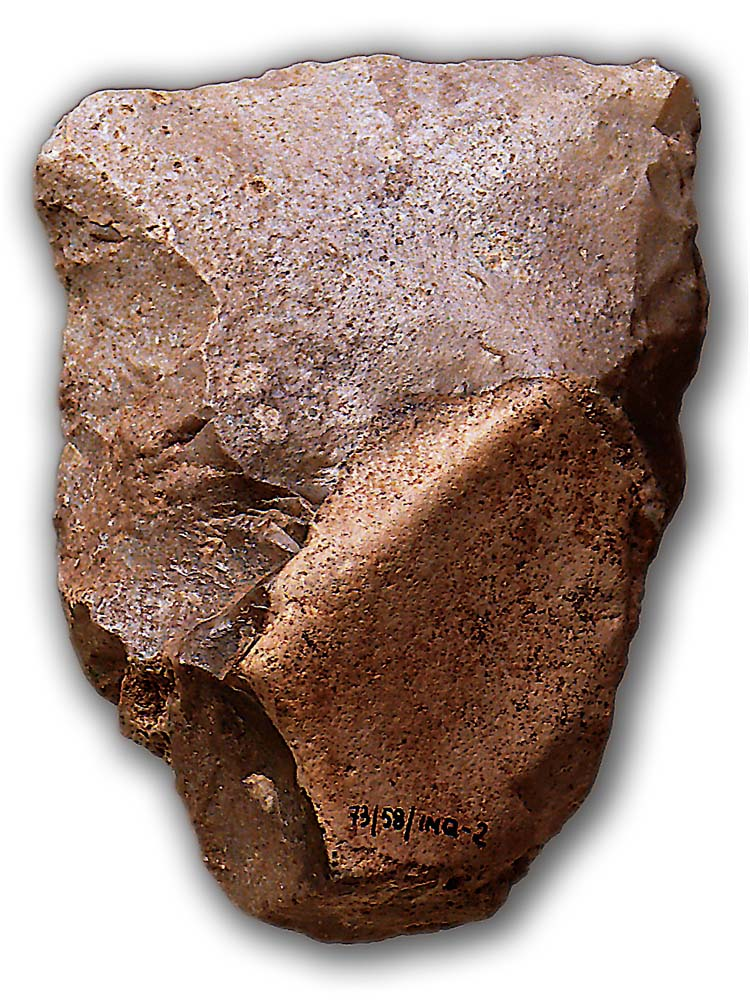
Hachereau de Torralba (es).
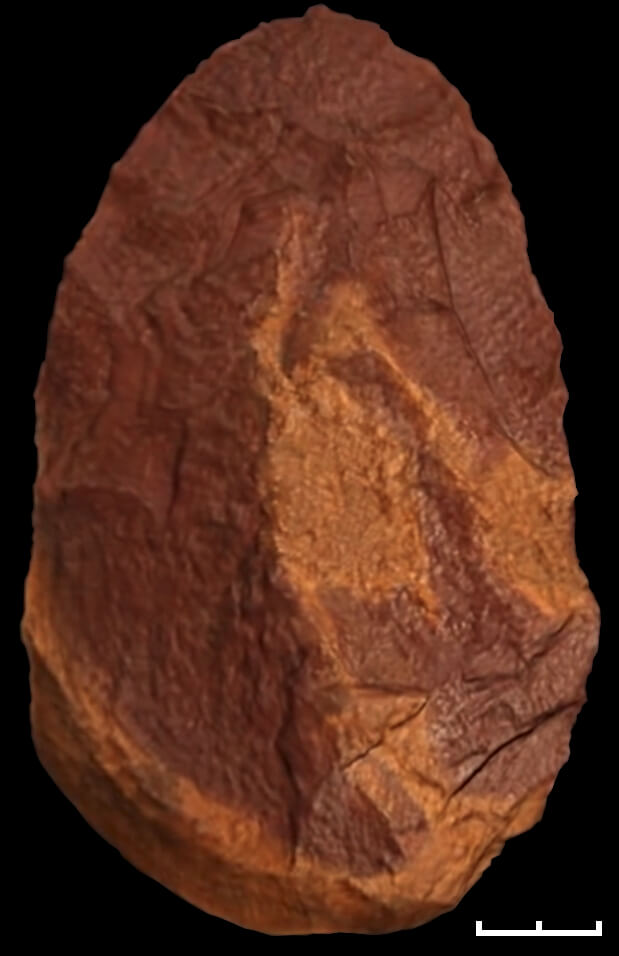
Excalibur, le biface en quartz rouge de la Sima de los Huesos.

- 430 000 ans AP : dans la Sima de los Huesos (« aven aux ossements »), dans le massif d'Atapuerca, près de Burgos (nord de l'Espagne), a été découvert un ensemble de fossiles humains, datant de 430 000 ans. Ils représentent au moins 32 individus et ont été déposés dans un aven, ce qui semble indiquer une pratique funéraire rudimentaire[10]. Il ne s’agissait pas d’un habitat : aucun outil n’a été retrouvé sur place à l'exception d'un biface de couleur particulière qui pourrait être un dépôt funéraire. L’absence d’os animaux ou de marques de charognards permet d'écarter l'idée que les humains aient été victimes de prédateurs. Des analyses génétiques réalisées en 2016 ont permis d'attribuer les fossiles à l'Homme de Néandertal. Il s'agirait de proches descendants de l'ancêtre commun des Néandertaliens et des Dénisoviens[2].
  - Le crâne 5, découvert en 1992 dans le gisement de la Sima de los Huesos, en Espagne, a été appelé Miguelón en l'honneur du cycliste Miguel Indurain. Il s'agit du crâne le plus complet du gisement.
  - Le crâne 17 porte deux impacts sur son os frontal, dont la cause est certainement humaine. Ce crâne semble être la plus lointaine trace connue d'un meurtre entre deux humains.
- Entre 420 000 et 360 000 ans AP : un épieu (en) trouvé en 1911 à Clacton-on-Sea, en Angleterre[12], est l'un des plus anciens outils en bois connus[13].
- 414 000 ans AP : occupation du site de Beeches Pit, en Angleterre, par des Humains employant un outillage acheuléen généralement en silex, constitué notamment de grattoirs, de denticulés et de bifaces. Ils chassent ou charognent des daims, des cerfs élaphes, des aurochs, des chevaux sauvages, des ours et des Stephanorhinus hemitoechus. Les fouilles ont livré des sédiments rougis et noircis, des silex rubéfiés, et des os d'animaux brulés, dans des foyers de forme circulaire ou ovalaire, de dimensions importantes (environ un mètre de diamètre). Un des silex soumis au feu a été façonné après avoir subi un chauffage d’au moins 400 degrés Celsius. Beeches Pit est l'un des premiers sites de domestication du feu attestés en Europe[8].
- 412 000 ans AP : début de l’occupation du site de Bilzingsleben, en Thuringe (Allemagne). Le site a livré des foyers attestant de l'usage du feu[8] datés vers 370 000 ans AP et des vestiges fossiles et lithiques attribués à Homo heidelbergensis.
- 400 000 ans AP : la domestication du feu est attestée sur le site de Menez Dregan, à Plouhinec, en Bretagne[14].
- 350 000 ans AP : une calotte crânienne fossile trouvée à Vértesszőlős, en Hongrie, surnommée Samu, est attribuée à Homo heidelbergensis. Nombreux os de rongeurs, de rhinocéros et d’ours brisés par l’homme pour obtenir la moelle. Foyers attestant de la domestication du feu.